# I Feel Like Playing
I Feel Like Playing è un album in studio da solista del musicista britannico Ronnie Wood, pubblicato nel 2010.

## Tracce
1. Why You Wanna Go And Do A Thing Like That For – 5:28 (Ronnie Wood)
2. Sweetness My Weakness – 5:46 (Wood, Bernard Fowler)
3. Lucky Man – 5:03 (Wood, Eddie Vedder, Paul Hyde, Bob Rock)
4. I Gotta See – 3:44 (Wood, Fowler)
5. Thing About You – 4:33 (Wood, Billy Gibbons)
6. Catch You – 4:05 (Wood, Fowler, Hyde, Rock)
7. Spoonful – 5:35 (Willie Dixon, Wood, Fowler)
8. I Don't Think So – 5:02 (Wood)
9. 100% – 4:56 (Wood, Fowler)
10. Fancy Pants – 5:26 (Wood, Fowler)
11. Tell Me Something – 3:20 (Wood)
12. Forever – 4:45 (Wood)

## Formazione
- Ronnie Wood - voce, chitarra, basso (5), armonica (10), tastiera (2)
- Bernard Fowler - cori (2, 3, 5, 6, 8, 9, 11), voce (4, 7, 12)
- Blondie Chaplin - cori (3, 5, 8)
- Bobby Womack - cori (3, 5, 8, 12)
- Kevin Gibbs - cori (11)
- Saranella Bell - cori (11)
- Skip McDonald - cori (11)
- Darryl Jones - basso (2, 3, 6, 10, 12)
- Flea - basso (1, 4, 7)
- Rick Rosas - basso (8, 9, 11)
- Jim Keltner - batteria (1, 3, 4, 6, 7, 10, 12)
- Johnny Ferraro - batteria (11)
- Steve Ferrone - batteria (2, 5, 8, 9)
- Billy Gibbons - chitarra (4, 5)
- Bob Rock - chitarra (3, 6)
- Slash - chitarra (1, 2, 7, 10, 12)
- Waddy Wachtel - chitarra (8, 9, 11)
- Ian McLagan - tastiera (3, 6, 8, 9, 11)
- Ivan Neville - tastiera (1, 4, 7, 10, 12)